# Chionophylax mindszentyi
Chionophylax mindszentyi är en nattsländeart som beskrevs av Schmid 1951. Chionophylax mindszentyi ingår i släktet Chionophylax och familjen husmasknattsländor. Utöver nominatformen finns också underarten C. m. bulgaricus.